# Анна-Софія Данська
Анна-Софія (дан. Anna Sophie af Danmark og Norge, нім. Anna Sophie von Dänemark und Norwegen; 1 вересня 1647, Фленсбург, Королівство Данія — 1 липня 1717, Преттін, Саксонське курфюрство) — принцеса з Ольденбурзького дому, донька короля Данії і Норвегії Фредеріка III та принцеси Брауншвейг-Люнебурзької Софії Амалії. Дружина курфюрста Саксонії Йоганна Георга III.

## Біографія

### Ранні роки
Анна Софія народилася у Фленсбурзі 1 вересня 1647 року. Вона була другою дитиною і старшою з п'яти дочок в сім'ї данського і норвезького короля Фредеріка III і королеви Софії Амалії, уродженої принцеси Брауншвейг-Люнебурзької з дому Вельфів. З батьківської лінії була онукою Крістіана IV, короля Данії та Норвегії та Анни Катерини, уродженої принцеси Бранденбурзької з дому Гогенцоллернів. З материнської лінії була онукою Георга, герцога Брауншвейг-Люнебургу і князя Каленбергу і Анни Елеонори, уродженої принцеси Гессен-Дармштадтської з Гессенського дому.

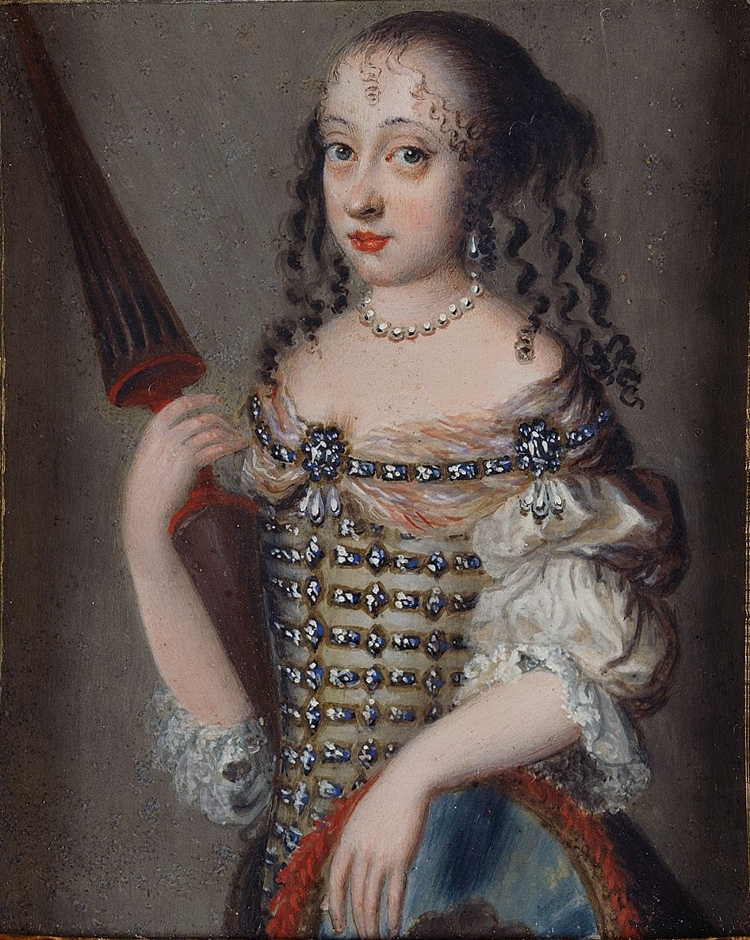
Портрет принцеси в дитинстві, автор невідомий

Незабаром після народження Анни Софії помер її дід по лінії батька, і, за деякий час, батьки принцеси стали новими королем і королевою Данії та Норвегії. Всього у монаршої пари народилися шестеро дітей, з яких двоє померли в дитячому віці. У принцеси був брат — Георг, принц-консорт Великої Британії і три сестри — Фредеріка Амалія, герцогиня Гольштейн-Готторпу, Вільгельміна Ернестіна, курфюрстіна Пфальца і Ульріка Елеонора, королева Швеції.
Анна Софія отримала гарну освіту. Окрім рідної данської мови, вона знала латинь, німецьку, французьку, іспанську й італійську мови. Принцеса мала привабливу зовнішність; у неї були соболині брови і кирпатий носик. Вихованням й освітою принцеси, як і її сестер, займалася королівська гувернантка Олена фон Вестфален. 1663 року шістнадцятирічна Анна Софія отримала свій власний двір з гофмейстером Еневольдом Парсбергом.

### Шлюбне життя
У 1662 році були розпочаті переговори про шлюб принцеси із саксонським наслідним принцом, майбутнім курфюрстом Саксонії під ім'ям Йоганна Георга III, який, разом із матір'ю, відвідав королівський двір в Копенгагені; Анна Софія і Йоганн Георг були представлені один одному. Рік по тому, разом із матір'ю, він знову відвідав данське королівство з нагоди п'ятнадцятиріччя принцеси і був присутній на святі в Копенгагенському замку. 9 жовтня 1666 року Анна Софія і Йоганн Георг одружилися. У їхній родині народилося двоє синів.
Сини Анни Софії в ранньому дитинстві виховувалися данськими фрейлінами, відправленими до Дрездену з Копенгагена її матір'ю. Відносини курфюрстіни з синами, коли ті досягли повноліття, як і з чоловіком, були складними. Курфюрст мав позашлюбного сина Йоганна Георга Максимиліана. Він був палким прихильником оперної діви Маргарити Саліколи, яку привіз до Дрездену з Венеції. Можливо, у нього була також позашлюбна донька Магдалина Сібілла фон Найдшуц від саксонської дворянки Урсули Маргарити фон Хаугвіц.
Батько Анни Софії помер 9 лютого 1670 року і на престол зійшов її старший брат, який став данським і норвезьким королем під ім'ям Крістіана V. З ним вона вела активну переписку, що стосувалася різних політичних питань. У 1670 курфюрстіна побувала на батьківщині. Під час цієї поїздки вона відвідала двоюрідну сестру, яка перебувала в ув'язненні — Леонору Христину Ульфельдт.
Її рідна сестра Фредеріка Амалія в 1667 році стала герцогинею Гольштейн-Готторпською. У 1702 році Анна Британська, дружина її брата, принца Георга, зійшла на престол Англії, Ірландії та Шотландії. Вона сама стала курфюрстіною Саксонською в 1680 році, а її сестра Ульріка Елеонора в тому ж році стала королевою-консортом Швеції. Інша сестра, Вільгельміна Ернестіна, курфюрстіна-удова Пфальцу, в 1685 році переїхала до неї в Дрезден.

### Пізні роки
У 1691 році в Тюбінгені під час епідемії холери або чуми помер Йоганн Георг III і був похований в соборі Фрайберга. У наступному році, його син і спадкоємець, новий саксонський курфюрст Йоганн Георг IV став відкрито жити зі своєю фавориткою і можливою єдинокровною сестрою Магдалиною Сибіллою фон Найдшуц. Анна Софія продовжила політику покійного чоловіка, спрямовану на руйнування цих відносин. Однак, Йоанн Георг IV не бажав нічого міняти.
Анна Софія намагалася одружити старшого сина із племінницею, данською та норвезькою принцесою Софією Ядвіґою, але курфюрст відкинув цю пропозицію. Нарешті, вона одружила його із принцесою Елеонорою Ердмутою Саксен-Айзенаською. Шлюб виявився вкрай невдалим. Йоанн Георг IV не приділяв належної уваги дружині. Він залишив її в Гофі — офіційній резиденції саксонських курфюрстів, і продовжив жити з коханкою в іншому своєму палаці. Курфюрст навіть спробував вбити дружину, щоб одружитися з фавориткою. Дітей у подружжя не було.
У червні 1693 року коханка народила від курфюрста доньку, Марію Вільгельміну Фредеріку. Менш ніж через рік після цього Магдалина Сибілла заразилася віспою і 4 квітня 1694 року померла на руках у курфюрста. Йоганн Георг IV помер слідом за нею від тієї ж хвороби, і був похований у соборі Фрайберга. Його спадкоємець і брат визнав племінницю незаконнонародженою.
З 1697 року Анна Софія займалася вихованням онука Фрідріха Августа, сина Фрідріха Августа I і Крістіани Ебергардіни Бранденбург-Байройтської, так, як її молодший син, ставши польським королем під ім'ям Августа II, став католиком. З цієї причини в саксонських володіннях його авторитет сильно поступався авторитету матері і дружини, які продовжили сповідувати лютеранство. Однак, незадовго до смерті курфюрстіни-вдови, онук, вихований нею в дусі протестантизму, таємно перейшов в католицтво і згодом успадкував польський і литовський трони під ім'ям Августа III.
Ставши вдовою, Анна Софія оселилася в замку Ліхтенбург, де жила разом із сестрою Вільгельміною Ернестіною, курфюрстіною-вдовою Пфальцу. Анна Софія померла 1 липня 1717 року у Преттіні. Спочатку її поховали поруч із сестрою в замковій церкві святої Анни в бароковій гробниці роботи Бальтазара Пермозера. 22 вересня 1811 року гробниці Анни Софії та Вільгельміни Ернестіни з їх останками були перенесені до Фрайберзького собору.

## Родина

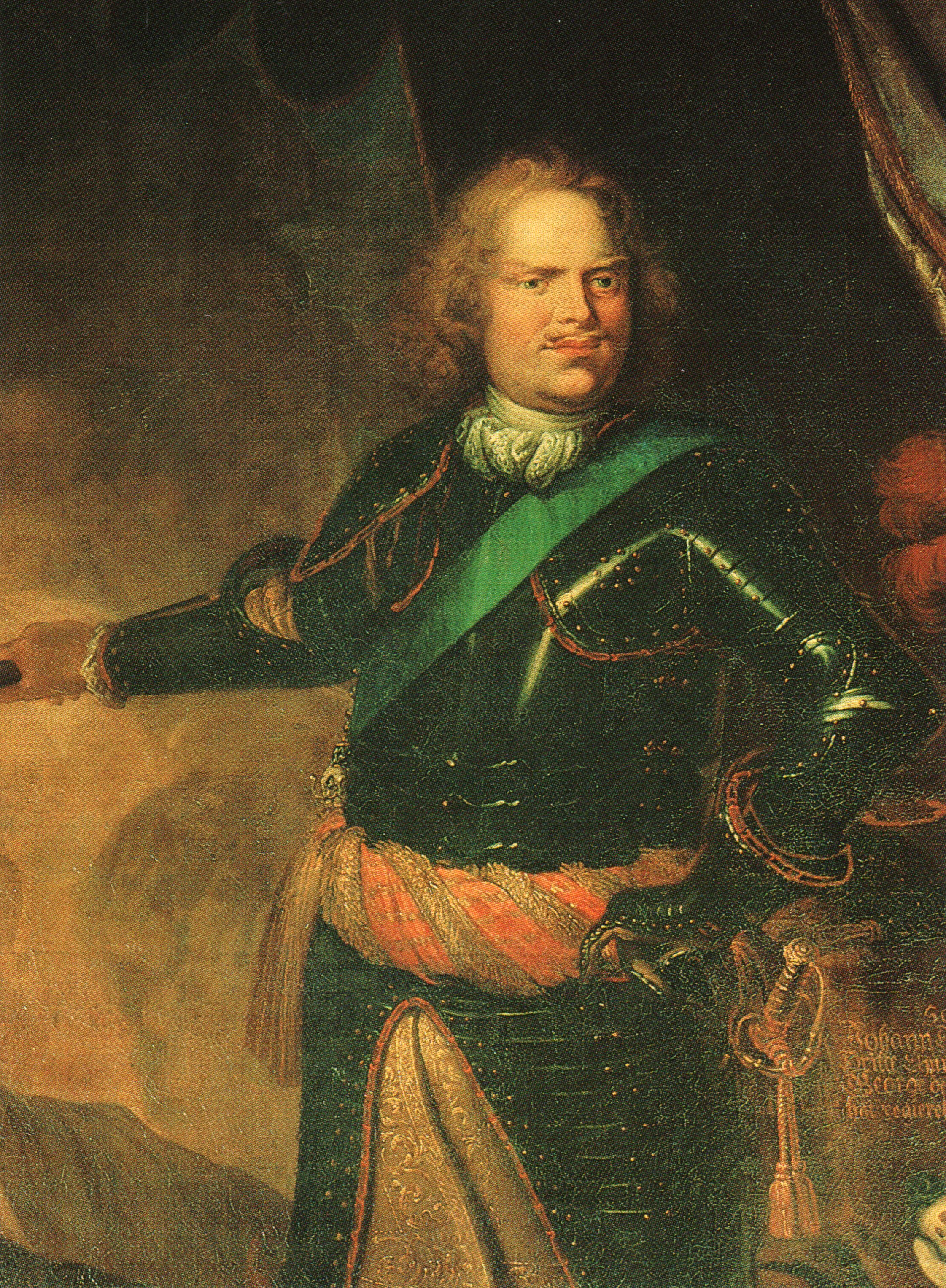
Йоганн Георг III. Ботшільд (1860-ті)

Чоловік —  Йоганн Георг III, курфюрст Саксонський
Діти:
- Йоганн Георг (18.10.1668 — 28.5.1694), курфюрст Саксонський під ім'ям Йоганна Георга IV з 1691 року вступив у шлюб з Елеонорою Саксен-Айзенаською (13.4.1662 — 9.9.1696), принцесою з Ернестинської лінії дому Веттінів;
- Фрідріх Август (22.5.1670 — 1.2.1733), курфюрст Саксонський під ім'ям Фрідріха Августа I з 1694 року король Польщі і великий князь Литовський під ім'ям Августа II Сильного з 1697 року вступив у шлюб з Крістіаною Ебергардіною Бранденбург-Байройтською (19.12.1671 — 4.9.1727), принцесою з дому Гогенцоллернів.